# Tchitrec noir
Trochocercus nitens
Espèce
Statut de conservation UICN

 LC  : Préoccupation mineure
Le Tchitrec noir (Trochocercus nitens) est une espèce de passereaux de la famille des Monarchidae.

## Répartition et sous espèces
Son aire s'étend à travers l'Afrique équatoriale.
Selon la classification de référence du Congrès ornithologique international (14.2, 2024) :
- T. n. reichenowi Sharpe, 1924 — forêt haute-guinéenne
- T. n. nitens Cassin, 1859 — forêt basse-guinéenne et forêt du bassin du Congo